# 179
| 179                |
| ------------------ |
| Dødsfald - Fødsler |
|                    |

| Gregoriansk kalender | 179 CLXXIX              |
| Ab urbe condita      | 932                     |
| Armensk kalender     | I/T                     |
| Kinesiske kalender   | 2875 – 2876 戊午 – 己未 |
| Etiopisk kalender    | 171 – 172               |
| Jødisk kalender      | 3939 – 3940             |
| Hindukalendere       |                         |
| - Vikram Samvat      | 234 – 235               |
| - Shaka Samvat       | 101 – 102               |
| - Kali Yuga          | 3280 – 3281             |
| Iransk kalender      | 443 BP – 442 BP         |
| Islamisk kalender    | 457 BH – 456 BH         |

Se også 179 (tal)